# 우크라이나 중소기업당
우크라이나 중소기업당(우크라이나어: Політична партія малого і середнього бізнесу)은 1999년 4월 1일 등록한 우크라이나의 정당이다.
2002년 우크라이나 총선에서 "모두에 대항"이라는 선거 블록의 일원으로 출마했으나 의석을 얻는 데 실패했다. 2006년 우크라이나 총선에는 출마하지 않았다.
2007년 우크라이나 총선에서는 전우크라이나 공동체의 일부로 출마했지만 의석을 얻는 데 실패했다. 2012년 우크라이나 총선에서는 2개 선거구에서 경쟁했다. 그러나, 두 선거구 모두에서 패배하고 의회로 진출하지 못했다. 2014년 우크라이나 총선에서부터는 선거에 참여하고 있지 않다.